# 曹鉴 (元朝)
曹鉴（1271年—1335年）字克明，号以斋，元朝大都路宛平县人。
曹鉴年轻时颖悟，长大后通经学。元成宗大德五年（1301年）被推荐为镇江淮海书院山长。曾奉命伴送安南使者，沿途问难倡和，应答如响。至治二年（1322年），任江浙行省左右司员外郎。泰定帝时，担任湖广行省左右司员外郎。当时行省丞相忽剌歹作威作福，僚属大多畏避，只有曹鉴遇事不挠。天历元年（1328年），改任江浙财赋府副总管。为官三十余年，以清介著称，至元元年（1335年），官至礼部尚书。去世时，家无余财，只有藏书数千卷。追封谯郡侯，谥文穆。他习典故，达今古，文法西汉，有文集数十卷。